# Johann Georg Gmelin
Johann Georg Gmelin (8. srpna 1709, Tübingen – 20. května 1755, Tübingen) byl německý botanik a geograf.

## Život
Již ve čtrnácti letech začal studovat na univerzitě. V roce 1727, ve svých osmnáti letech získal lékařský titul. Poté odjel do Petrohradu, kde byl na zdejší univerzitě roku 1731 jmenován profesorem chemie a přírodní historie. V letech 1733–1743 se zúčastnil, jako jeden ze tří vědců, druhé výpravy Vituse Beringa na Kamčatku. Zmapoval tok řeky Jenisej a v Jenisejsku naměřil tehdy rekordně nízkou teplotu. Jako první prokázal, že hladina Kaspického moře je nižší než moře Středozemního. Roku 1736 vyhořelo sídlo výpravy v Jakutsku, mnoho sbírek tak bylo ztraceno. Flóru Sibiře později popsal v knize Flora Sibirica (1747-1769). Obsahuje popis 1178 druhů, 294 z nich namaloval. Tuto cestu popsal také v knize Reise durch Sibirien von dem Jahr 1733 bis 1743. Roku 1747 se vrátil do Německa a stal se profesorem na univerzitě v Tübingenu. V roce 1751 se stal ředitelem univerzitní botanické zahrady. Roku 1749 byl jmenován členem Švédské Královské akademie věd.